# کلبه‌های جنگلی

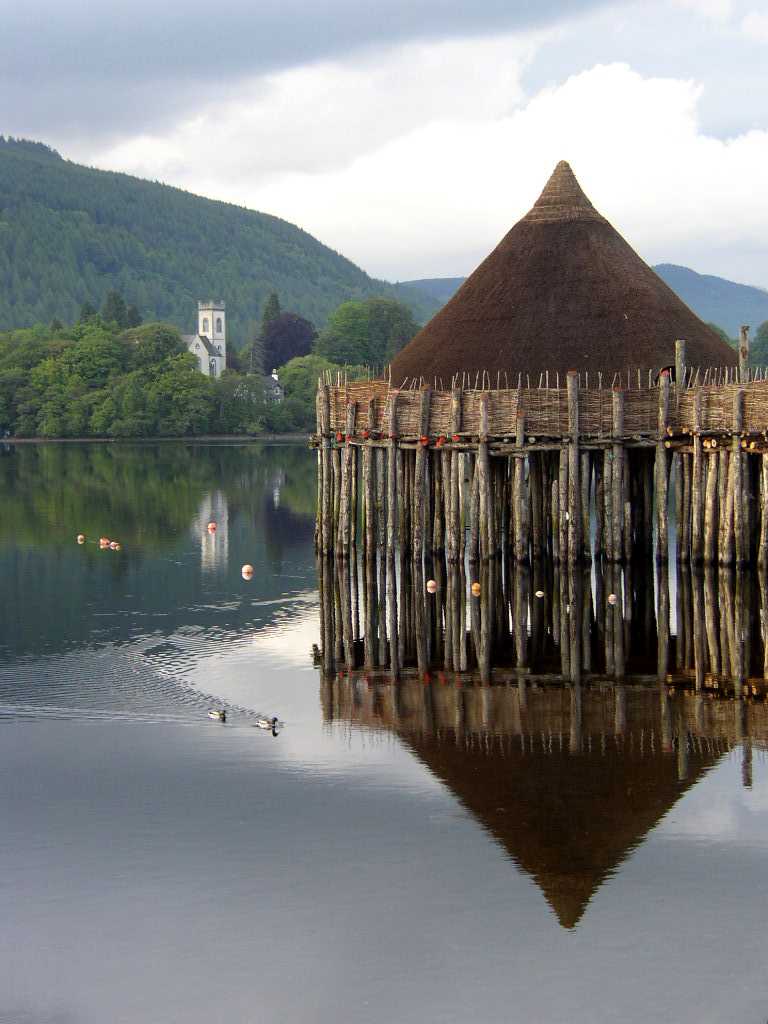
Reconstructed crannog on Loch Tay, Scotland

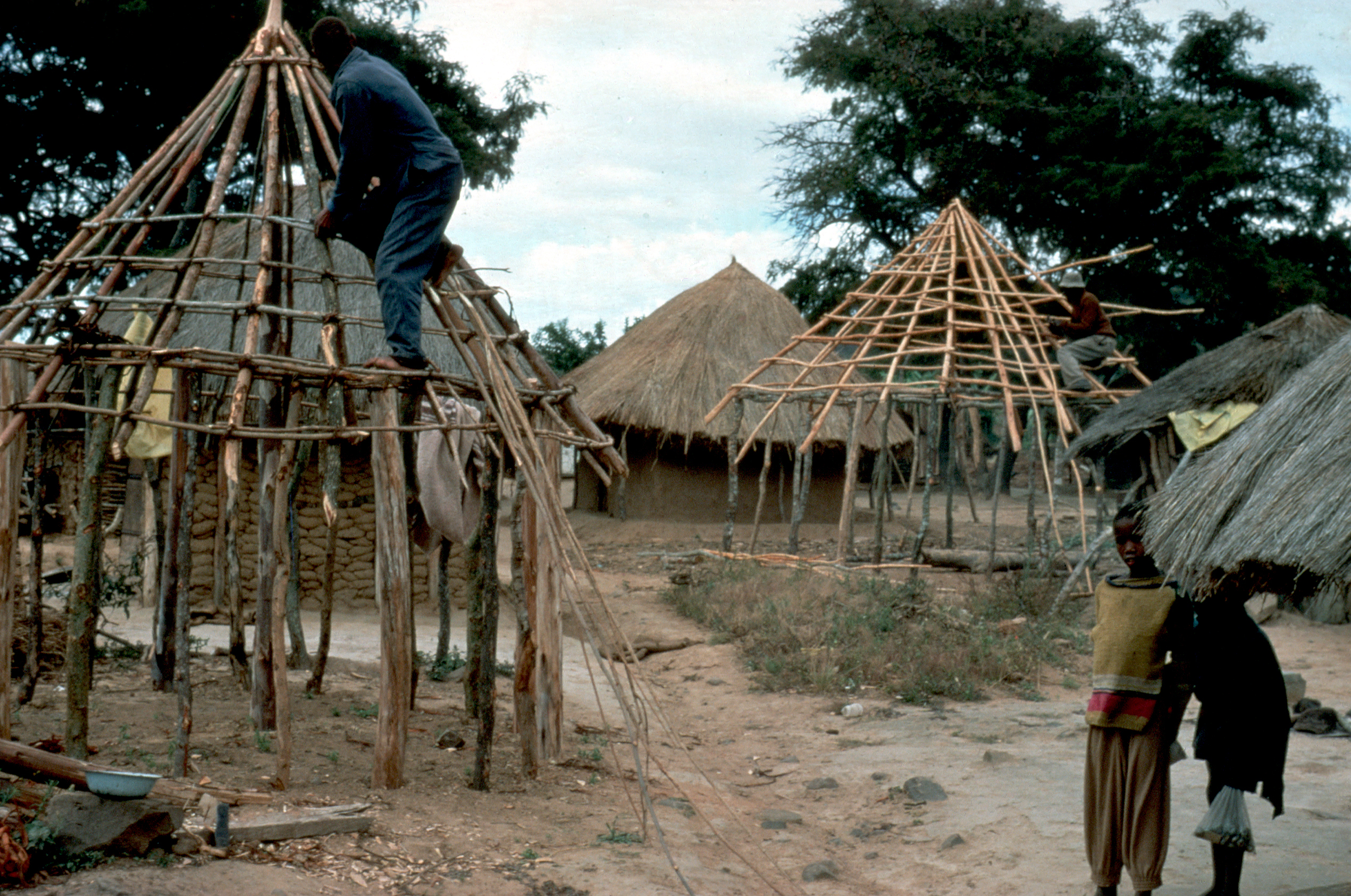
اوکالیپتوس used in roundhouse construction, زیمبابوه (2000)

کلبه‌های جنگلی گونه‌ای از محل زندگی است با پلانی دایره‌ای شکل که اساساً در غرب اروپا ساخته می‌شوند. در این کلبه‌ها دیوارها از سنگ یا چوب ساخته می‌شوند و این مصالح با استفاده از پنل‌های کاهگلی و به شکلی حصار مانند به یکدیگر متصل می‌شوند و دارای سقفی گنبدی (مخروطی شکل) هستند. اندازه این کلبه‌ها متنوع و قطر آنها از ۵ متر تا ۱۵ متر متغیر است. در اواخر قرن بیستم طراحی بدون این خانه‌ها با استفاده از مصالح محیطی و بومی همچون پوسته ذرت، الیاف چوبی و نی و بامهای سبز صورت گرفت.

## اروپا

### جزایر بریتانیا

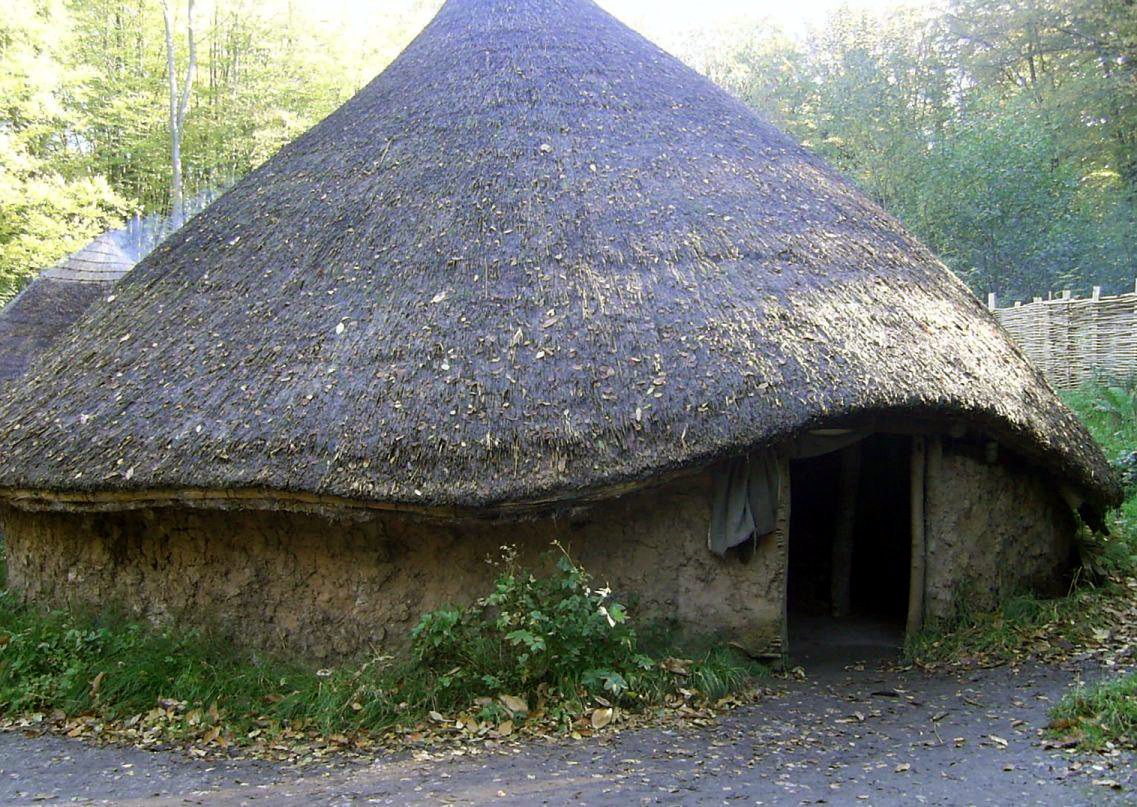
A reconstruction of a British Iron Age Celtic roundhouse.

این کلبه‌ها صورت معیار خانه‌سازی در بریتانیای عصر برنز و عصر آهن و همچنین دوران پیش از رومیان بوده‌اند. در این کلبه‌ها دیوارها از جنس سنگ و چوب و به شکل حصار و با استفاده از کاهگل ساخته می‌شوند. سقف این خانه‌ها همگی مخروطی شکل و مساحت آن بسیار متنوع و قطرشان از ۵ تا ۱۵ متر متغیر است. کلبه‌های جنگلی آتلانتیک، بروج‌ها و یل هووس‌ها در اسکاتلند مورد استفاده قرار می‌گرفته‌اند. آثار بجا مانده از این کلبه‌های عصر برنز را می‌توان در سرتاسر هیثالند و در مناطقی همچون دارتمور به شکل کلبه‌هایی دایره‌ای شکل از جنس گرانیت، مشاهده کرد.
بیشتر آن چیزی که دربارهٔ این سازه‌ها می‌دانیم از لی اُوت این پست هول‌ها بدست آمده است، اگر چه بعضی اطلاعات نیز از تیرهای چوبی بجامانده در خاک‌های مرطوب بدست آمده است. بیشتر آنچه در این موارد بدست آورده‌ایم از طریق اکتشافات تجربی زمین‌شناسی بدست آمده که تحمل‌ترین شکل و کارکرد این ساختمان‌ها را در اختیار قرار داده است. به عنوان مثال، آزمایش‌ها نشان داده‌اند که سقفی مخروطی با شیبی حدود ۴۵ درجه محکم‌ترین و کارآمدترین طراحی را دارد.
اگرچه در داخل این کلبه‌ها آتشی نیز برای گرما و آشپزی روشن بود اما هیچ‌گونه دودکشی برای خروج دود حاصله وجود نداشته است چرا که این امر موجب آتش گرفتن سقف چوبی کلبه مسی شده است. برای جلوگیری از این مسئله حفره‌ای در سقف تعبیه نمی‌شده است و در عوض دود در درون فضای سقف جمع می‌شد و آرام آرام از طریق همین سقف چوبی به خارج راه می‌یافت. تعدادی از کلبه‌های جنگلی مدرن ساخته شده:
| Image | Name                               | Town           | County          | Country  | Notes |
| ----- | ---------------------------------- | -------------- | --------------- | -------- | --- |
|       | Barbury Castle                     | سوئیندون       | ویلتشر          | England  | |
|       | Bodrifty Iron Age Settlement       |                | کورنوال         | England  | |
|       | Brigantium Archeological Centre    | High Rochester | نورث‌آمبرلند     | England  | |
|       | Butser Ancient Farm                |                | همپشر           | England  | |
|       | Cae Mabon                          |                |                 | Wales    | |
|       | Castell Henllys                    |                | Pembrokeshire   | Wales    | |
|       | Cockley Cley,                      | near اسوافهام  | نورفک           | England  | |
|       | Flag Fen                           | near پیتربورو  |                 | England  | |
|       | Mellor roundhouse reconstruction   |                | منچستر بزرگ     | England  | |
|       | Peat Moors Centre                  |                | شهرستان سامرست  | England  | Closed to the public 31 October 2009                                                                                   |
|       | Raincliffe Woods                   | Scarborough    | یورک‌شر شمالی    | England  | Roof destroyed by fire April 2013. Timbers and thatch removed by Scarborough Conservation Volunteers. Walls undamaged. |
|       | Ryedale Folk Museum                | near Pickering | یورک‌شر شمالی    | England  | |
|       | St Fagans National History Museum  |                | South Glamorgan | Wales    | |
|       | Scottish Crannog Centre            | Loch Tay       | Perthshire      | Scotland | Roundhouse reconstruction on a man made island                                                                         |
|       | Tatton Iron Age roundhouse and pit |                | چشایر           | England  | |

#### کلبه‌های جنگلی مدرن بریتانیا

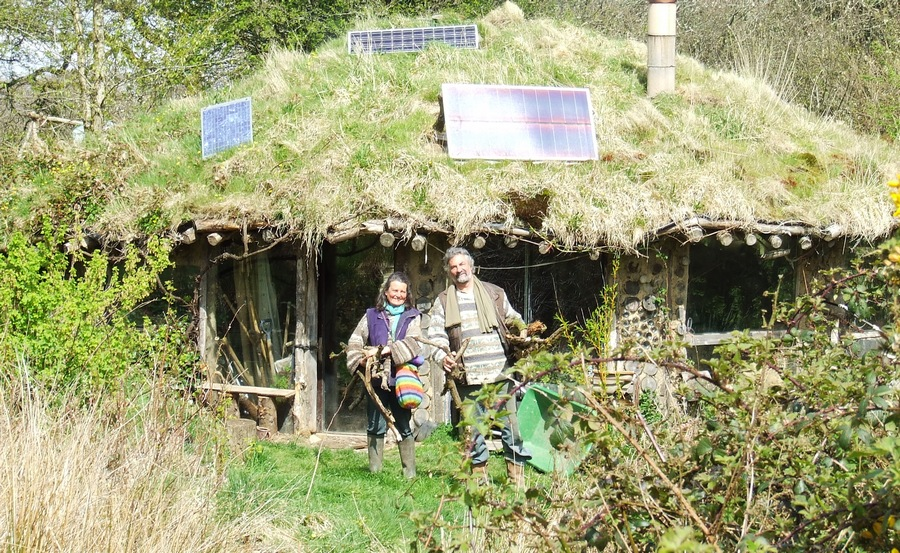
That Roundhouse, constructed in 1997

این کلبه‌ها با طراحی نوین در بریتانیا و جاهای دیگر ساخته شده‌اند. در انگلستان سازه‌های ساخته شده از نی یا الیافهای چوبی با سقفی سبز مورد استفاده واقع می‌شوند در چشایر انگلستان یک کارخانه تولید این گونه کلبه‌ها وجود دارد که با استفاده از مواد مدرن و مهندسی جدید همان پلان مدور کف کلبه را برای زندگی مدرن امروزی در اختیار افراد قرار می‌دهد.
این کلبه‌های جنگلی نمونه‌ای اولیه از کلبه‌های جنگلی مدرن هستند که در پارک ملی ساحل پم بروک شایر در ولز ساخته می‌شوند و در سال ۱۹۹۸ توسط مقامات محلی کشف شده‌اند. این کلبه جنگلی دارای چارچوبی چوبی از جنس چوبای جنگل داگلاس فیر با پوششی از جنس الیاف‌های چوبی و سقفی از جنس علوفه براساس اصول پرماکالچرال از منابع طبیعی بومی بدست آمده است.

### ایرلند

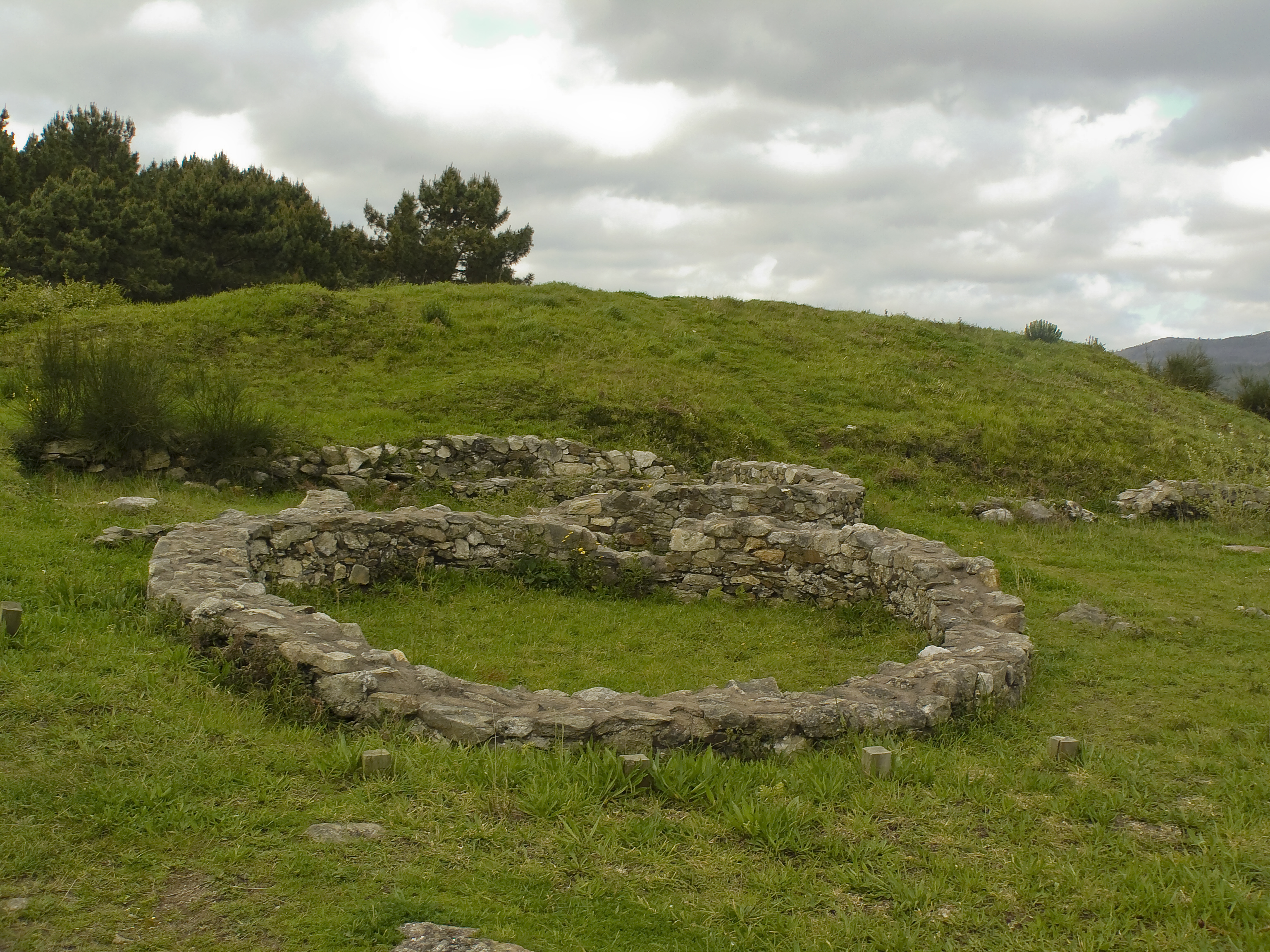
Castro do Neixón in Galicia, NW Spain

کارنگوهای ایرلندی در منطقه کراگائونون در ایرلند و همچنین پارک نشنال هریتج ایرلند در وکسفورد ایرلند واقع شده‌اند.

### ایتالیا
نرولی‌ها خانه‌هایی هستند با سقف‌هایی مخروطی شکل و اغلب دیوارهای مدور که در بخش‌هایی از جنوب ایتالیا در منطقه آپولیا قرار گرفته‌اند.

### اسپانیا
پالوزا یک خانه چوبی سنتی است در سرادوس آنکارس گالچیا در اسپانیا و همچنین جنوب غربی آستورباس. این کلبه‌ها مدور و بیضی شکل هستند و قطرشان بین ۱۰ تا ۲۰ متر است و برای مقاومت در برابر سرمای شدید زمستان در ارتفاع ۱۲۰۰ متری ساخته شده‌اند.
سازه اصلی این کلبه‌ها از سنگ است و از داخل به دو بخش تقسیم می‌شود. بخشی برای خانواده و بخشی به عنوان آغل که هر کدام ورودی جدایی را دارد. سقف این کلبه‌ها مخروطی شکل است که از ترکیبات کاهی در درون چارچوبی چوبی شکل گرفته است. هیچ دودکشی در این ساختمان‌ها برای خروج دود در نظر گرفته نشده است و دود از طریق پوشش چوبی/ کاهی سقف به بیرون راه می‌یابد.

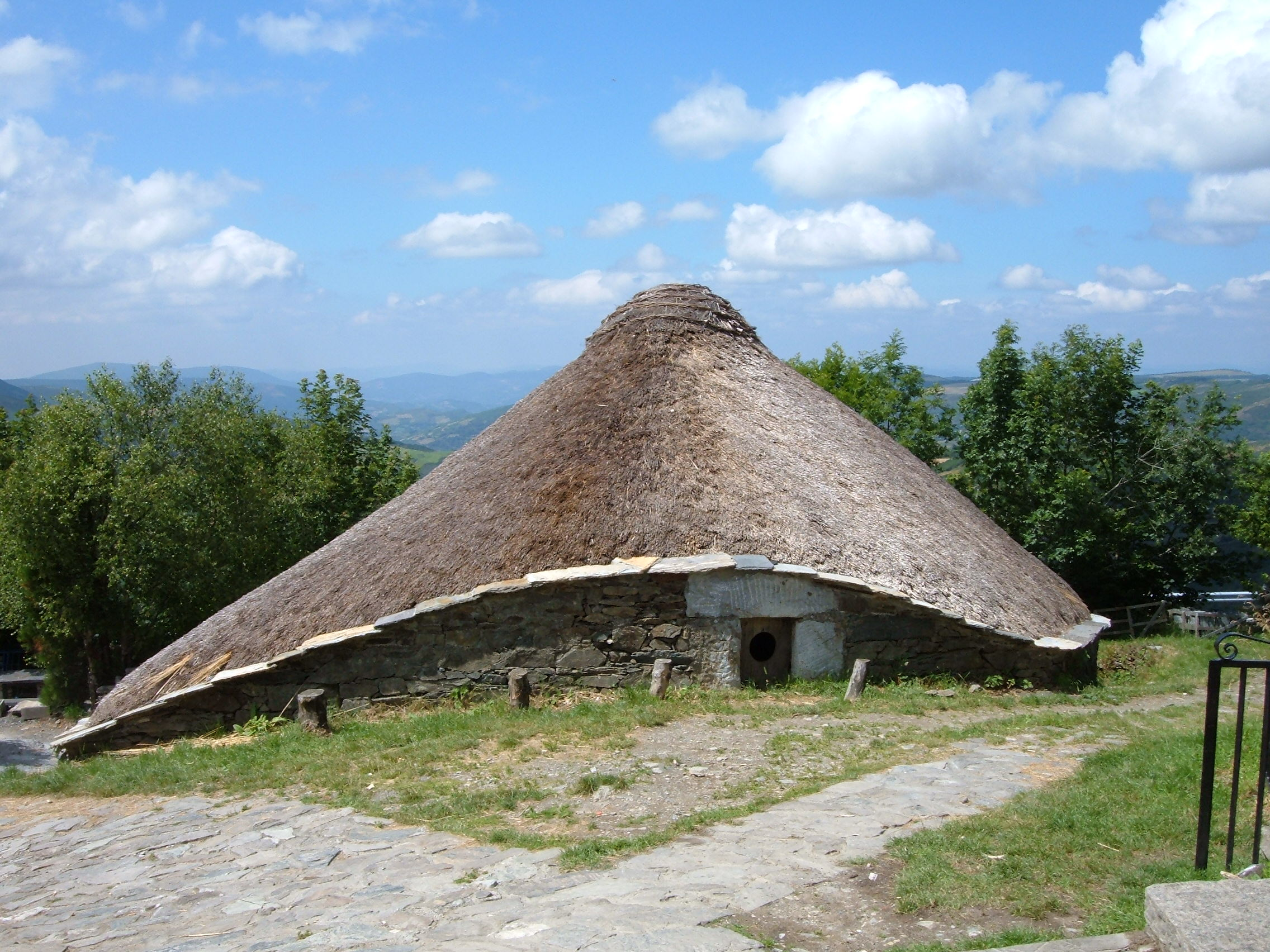
A palloza in Galicia, Spain

پلازا علاوه بر داشتن محل سکنی خانواده و آغل حیوانات دارای یک اجاق نان پزی، کارگاه نجاری، آهنگری و چرم‌دوزی و یک چرخ رسیدگی است. تنها پیرترین زوج یک خانواده از اتاق خواب شخصی برخوردارند که آن را با افراد جوان خانواده نیز گاهی شریک می‌شوند. مابقی اعضای خانواده در انبار مخصوص کاه و یونجه در سقف کلبه می‌خوابند.

## آفریقا

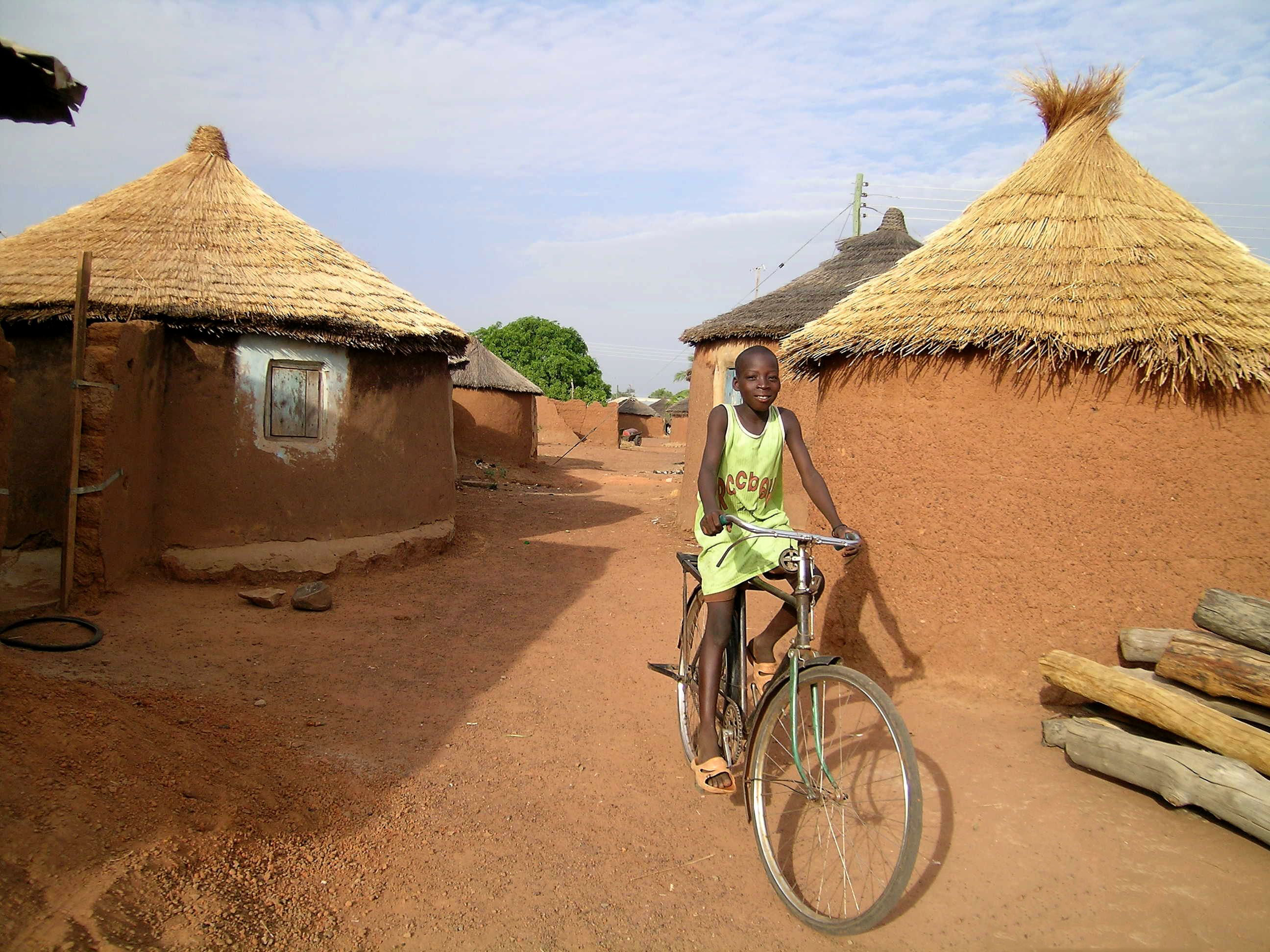
Nakpanduri village centre, northern غنا

کلبه‌ها در کشورهای بسیاری در آفریقا وجود دارند. در آفریقای جنوبی آنها را تحت عنوان کلبه‌های آمریکا نیز می‌شناسند.

## آمریکای شمالی
کلبه‌های مدرن در این منطقه بسیار به چشم می‌خورند مخصوصاً روستای بومی دانسینگ رابیت در حوالی راتلج در؟ این کلبه‌ها نماها از پوسته ذرت ساخته شده‌اند.

## اقیانوسیه

### در گینه نو پاپوئا
این کلبه‌ها همچنان مورد استفاده هستند و بسیار به کلبه ساخته شده و غرب اروپا شباهت دارند.